# Umedalens skulpturpark
L'Umedalens skulpturpark ("parco delle sculture di Umedalen" in svedese) è un parco delle sculture situato a Umeå, in Svezia.

## Storia
Il parco ha le sue origini nel 1987, quando la società immobiliare Balticgruppen e i proprietari della galleria d'arte Sandström Andersson acquistarono  dal consiglio della contea di Västerbotten l'ospedale psichiatrico in disuso di Umedalen, a Umeå, che era composto da venti edifici in pietra circondati da un parco. Le quarantaquattro sculture che compongono la mostra permanente vennero acquistate dal Balticgruppen. Dal 1994 si tiene una rassegna internazionale (che era inizialmente a cadenza annuale e poi biennale a partire dal 2000) a cui partecipano scultori ed esponenti della land art da tutto il mondo.

## Galleria d'immagini

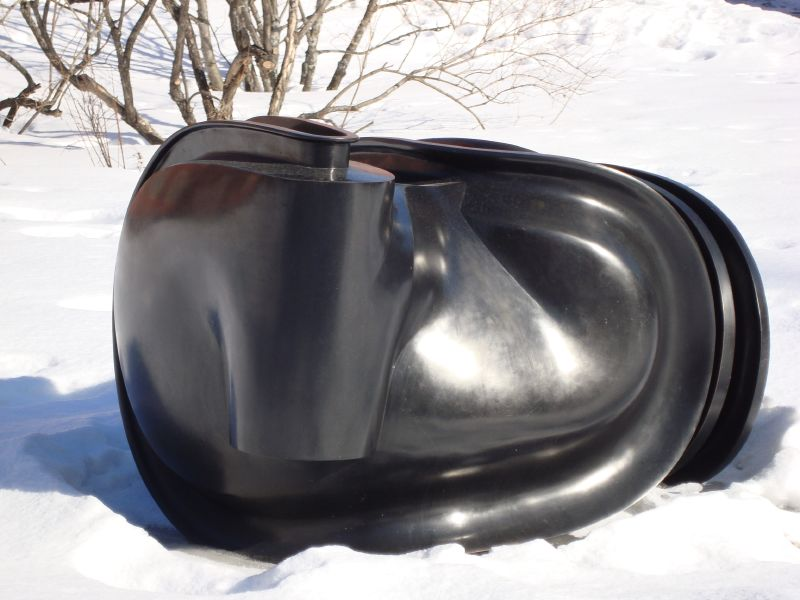
Early Forms, Tony Cragg
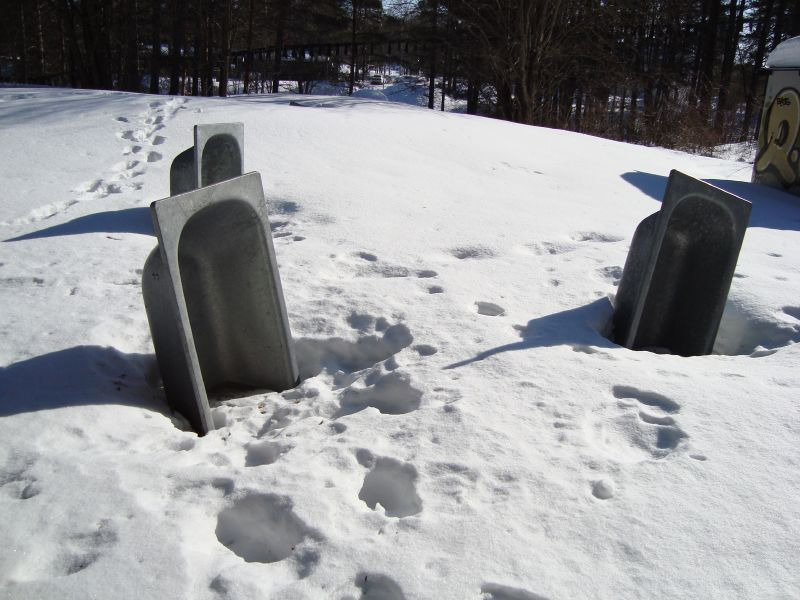
Utan titel, Carina Gunnars
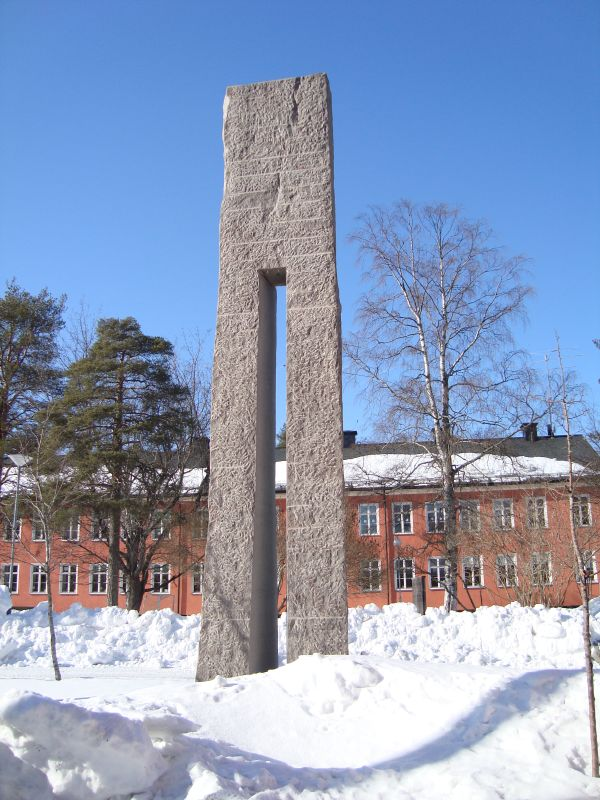
Untitled, Bård Breivik
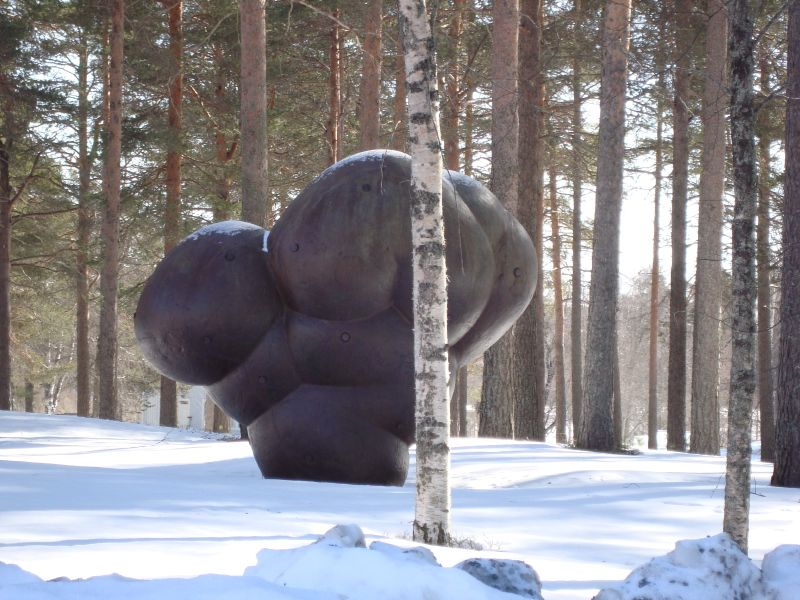
Still Running, Antony Gormley
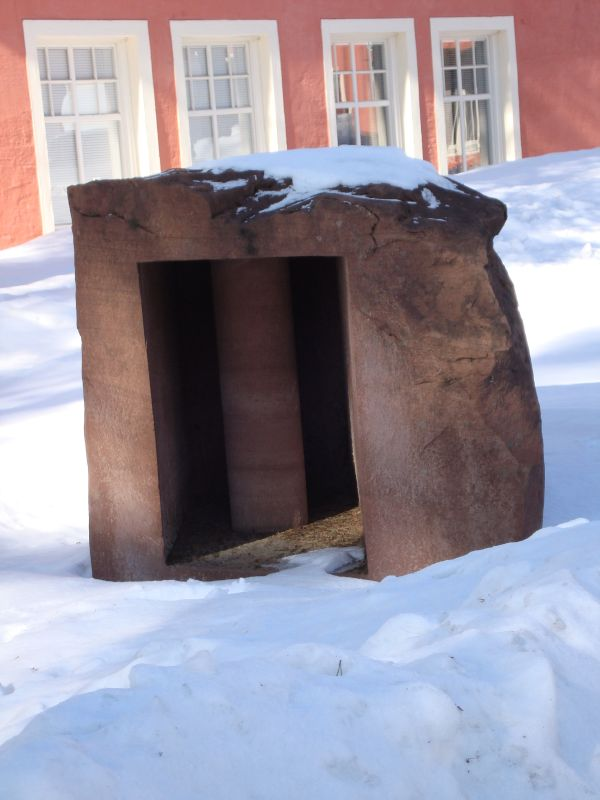
Pillar of light, Anish Kapoor
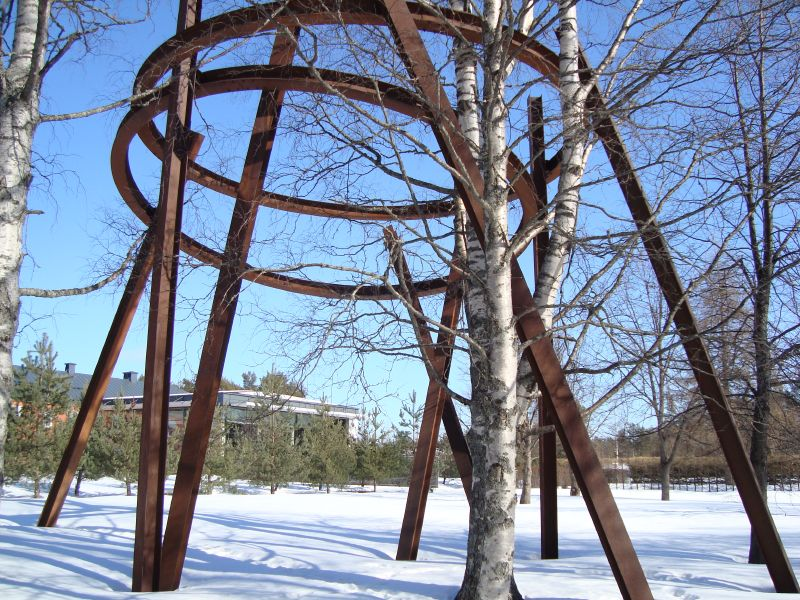
Umea Prototype, Serge Spitzer
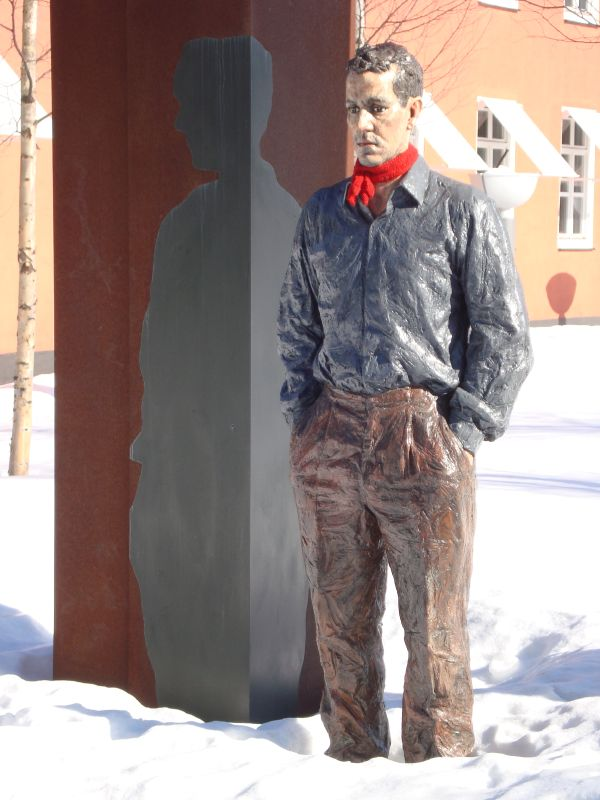
Trajan's Shadow, Sean Henry